# Bouchta El Hayani
 (septembre 2022).
 (septembre 2022).
Bouchta El Hayani, né en 1952 à Taounate, est un artiste-peintre marocain.

## Biographie
El Hayani a commencé sa carrière professionnelle dans les années 1970. Depuis cette période, il a suivi un parcours réussi[réf. souhaitée] pour devenir l'un des artistes marocains les plus importants et les plus célèbres[réf. nécessaire]. Il est avant tout l'un des rares peintres marocains à maîtriser parfaitement les techniques du dessin,.
Bouchta débute dans le poste d'illustrateur à la revue Al-Asas et peintre professionnel à l’atelier Bab Rouah dès les années 1980.
El Hayani est diplômé de l'École des arts appliqués de Casablanca, puis de l’École des Beaux-Arts de Paris. Son travail a été présenté dans plusieurs expositions à travers le monde.
Bouchta El Hayani vit et travaille actuellement à Rabat, au Maroc. L'artiste est également membre du conseil d'administration de l'Association des artistes marocains (AMAP). Comme son nom de famille l'indique (al-Hayyani), il pourrait être issu de la tribu arabe hilalienne des Hyayna[citation nécessaire].

## Expositions

### Expositions individuelles
Les expositions individuelles d'El Hayani comprenaient celles-ci :
- 1970 : Centre Culturel Espagnol - Fès (Maroc)
- 1989 : Faculté - Béni Mellal (Maroc)
- 1991 : Galerie Nationale Bab Rouah - Rabat (Maroc)
- 1991 : Galerie l'Atelier - Rabat (Maroc)
- 1992 : Galerie Flandria - Tanger (Maroc)
- 1993 : Faculté des Lettres - Fés (Maroc)
- 1994 : Galerie Rab El Kébir - Rabat (Maroc)
- 1995 : Palais Jnane - Fés
- 1997 : Galerie AI Manar - Casablanca (Maroc)
- 1998 : Galerie Bernanos - Paris (France)
- 1998 : Galerie Nationale Bab Rouah - Rabat
- 2000 : Inauguration de la galerie C.D.G. Rabat
- 2001 : Galerie AI Manar - Casablanca
- 2002 : Institut Français - Rabat

### Expositions collectives
Il a également participé à de nombreuses expositions collectives :
- 1970 : Salon des artistes Indépendants - Casablanca
- 1976 : Galerie Nationale Bab Rouah - Rabat
- 1976 : Passage Souterrain - Casablanca
- 1977 : Salle des Fêtes - Rabat
- 1977 : Cinq Peintres à Milan (Italie)
- 1977 : Bruxelles (Belgique)
- 1977 : Galerie Structure BS - Rabat
- 1980 : Galerie Structure BS - Rabat
- 1981 : Première Biennale de la ville de Tunis - Galerie Yahia - Tunis (Tunisie)
- 1981 : Festival d'Asilah (Maroc)
- 1981 : Art marocain, Bordeaux (France)
- 1982 : Architecture Peinture, Musée des Oudayas, Rabat
- 1983 : Festival marocain (Disney World), Floride (USA)
- 1983 : Arts Plastiques méditerranéens, Casablanca
- 1984 : Semaine Culturelle du Maroc, Dakar (Sénégal)
- 1985 : Exposition à Laayoune (Maroc)
- 1985 : Galerie l'Atelier, Rabat
- 1985 : Faculté des lettres Ben Msik, Casablanca
- 1985 : Galerie Nationale Bab Rouah, Rabat
- 1985 : Concours International de Sculpture sur Neige, Québec (Canada)
- 1986 : 11 Peintres, 11 Poètes et Hommes de Lettres, Galerie Marsam, Rabat
- 1987 : Faculté des Lettres, Kênitra (Maroc)
- 1987 : Musée des Oudayas, Rabat
- 1987 : 10ème Anniversaire de la Revue AI Assas, Les Oudayas, Rabat *1987 : Rencontre Plasticiens — Artisans et Architectes, Marrakech (Maroc)
- 1988 : Semaine culturelle marocaine au Caire, Le Caire (Egypte)
- 1990 : Salon d'Automne Musée des Oudayas, Rabat
- 1990 : Bab El Kébir, Rabat
- 1990 : Exposition à El Hoceima (Maroc)
- 1990 : Alliance Franco-Marocaine, Rabat)
- 1991 : OMDH Galerie Nationale Bab Rouah, Rabat
- 1992 : Exposition de l'AMAP Galerie Nationale Bab Rouah, Rabat
- 1993 : Exposition de l'OMDH (Suisse)
- 1994 : Galerie Hamzat Wasl (AI Wassiti), Casablanca (Maroc)
- 1994 : Des peintres à l'Hôpital d'enfants, Rabat
- 1994 : Librairie Omar Al Khayam - Casablanca
- 1995 : Galerie Nationale Bab Rouah - Rabat
- 1996 : Empreintes sur Tapis, Bordeaux (France)
- 1996 : Empreintes sur Tapis BMCE, Paris (France)
- 1997 : Semaine marocaine (Monaco)
- 1997 : Trente années de peinture abstraite au Maroc, Galerie AI Manar, Casablanca
- 1997 : Empreintes sur Tapis (Emirats Arabes Unis)
- 1997 : Professeurs - Peintres BCM, Casablanca
- 1997 : Professeurs - Peintres Galerie Nationale Bab Rouah, Rabat
- 1998 : Regard sur l'Art n° XII, Paris
- 1998 : Cité internationale des arts, Paris
- 1998 : Galerie Michel Ray, Paris
- 1999 : Rencontre à Maskite de l'art plastique arabe (Oman)
- 1999 : Peintres en partage (Espace des Blancs Manteaux), Paris
- 1999 : Villas des arts, Musée d'art contemporain, Casablanca
- 1999 : Itinéraires 99 - Mouvement artistique de Levallois, art contemporain (France)
- 2000 : 1/2000 exposition Jacques cartier (France)
- 2000 : Peinture contemporaine marocaine : Exposition itinérante (Espagne)
- 2000 : Exposition, Galerie Bab Rouah, Rabat
- 2000 : Exposition à El Jadida (Maroc)
- 2000 : Exposition à la faculté d'Aïn-chok, Casablanca
- 2000 : Artistes peintres à Durban, Durban (Afrique du Sud)
- 2001 : Parcours d'Artistes, Rabat
- 2001 : Exposition de peintres marocains (Syrie)
- 2002 : Biennale de peintures sur papier (Bangladesh)
- 2002 : Peinture marocaine (Koweït)
- 2002 : Mawâzine ateliers portes ouvertes, Rabat
- 2002 : Arkadi 6éme biennale (Côte d'Ivoire)
- 2002 : Centre Culturel de l'Agdal, Rabat
- 2003 : Hommage à Kacimi : Bab Rouah, Rabat
- 2004 : Exposition « Vision actuelle » à l'Université Al Akhawayn, Ifrane (Maroc)
- 2004 : Hommage à Chaïbia - Al-Jadida (Maroc)
- 2004 : Exposition G.E.N.A.P à la Cathédrale, Casablanca
- 2004 : 1ere journée mondiale contre la corruption organisée par Transparency (Maroc)
- 2004 : Maroc - Galerie Hay Ryad, CDG, Rabat

## Témoignages
Abderrahman Tenkoul
« Il a évolué dans son univers à lui en privilégiant des choix esthétiques où les codes de la culture traditionnelle sont quasiment absents ou soumis à un traitement subversif. Sa symbolique est riche en éléments réfractaires à l’égard de ce que cette culture prescrit comme règles et impose comme tabous. Une telle façon d’investir le champ de la peinture ne peut être de tout repos. Car, on le sait, être peintre au Maroc exige presque toujours le passage par la culture traditionnelle pour avoir une légitimité et être en droit de revendiquer la modernité. »